# Brave Murder Day
Brave Murder Day è il secondo album in studio del gruppo musicale svedese Katatonia, pubblicato nel 1996 dalla Avantgarde Music.

## Descrizione
L'album annovera la partecipazione di Mikael Åkerfeldt, cantante degli Opeth.
La Century Black, etichetta creata dalla Century Media Records al fine di ripubblicare negli Stati Uniti d'America album black metal di difficile reperibilità, ha ristampato l'album nel 1997 includendo i quattro brani dell'EP For Funerals to Come.... Nel 2004 la Northern Silence Productions ha pubblicato l'album in formato LP, mentre due anni più tardi la Peaceville Records lo ha ripubblicato in edizione rimasterizzata e con l'aggiunta dell'EP Sounds of Decay.

## Tracce
Testi di Jonas Renkse, musiche dei Katatonia.
1. Brave – 10:16
2. Murder – 4:54
3. Day – 4:28
4. Rainroom – 6:31
5. 12 – 8:18
6. Endtime – 6:46

Tracce bonus nell'edizione statunitense del 1997
1. Funeral Wedding – 8:40
2. Shades of Emerald Fields – 5:24
3. For Funerals to Come – 2:50
4. Epistel – 1:13

Tracce bonus nella riedizione del 2006
1. Nowhere – 6:08
2. At Last – 6:13
3. Inside the Fall – 6:20

Sounds of Decay – CD bonus nella riedizione del 2021
1. Nowhere – 6:09
2. At Last – 6:13 (testo: Blackheim)
3. Inside the Fall – 6:23
4. Untrue – 2:32

## Formazione
Gruppo
- Blackheim – chitarra, basso
- Fredrik Norrman – chitarra
- Jonas Renkse – batteria, voce pulita

Altri musicisti
- Mikael Åkerfeldt – voce death

Produzione
- Katatonia – produzione
- Dan Swanö – ingegneria del suono